# Jehnny Beth
Pour les articles homonymes, voir Berthomier et Beth.
Camille Berthomier, dite Jehnny Beth, est une chanteuse, compositrice, productrice et comédienne française, née  le 24 décembre 1984 à Poitiers.
Après avoir formé le duo John & Jehn en 2008, elle devient la chanteuse du groupe anglais Savages en 2011. Son premier album en solo To Love Is to Live sorti en 2020, reçoit un très bon accueil critique. Elle a collaboré avec d'autres artistes tels que Trentemøller, Idles, Julian Casablancas, Tindersticks, Romy Madley Croft de the xx, Rone, Gorillaz et Bobby Gillespie de Primal Scream.

## Biographie
Jehnny Beth est habituée du monde du spectacle depuis son plus jeune âge : son père, le metteur en scène et scénographe Jean-Pierre Berthomier lui fait jouer à 4 ans la fille de Louis XIV au théâtre. Elle suivra ensuite les cours de la classe d’art dramatique du conservatoire de Poitiers, avant de débuter au cinéma à 17 ans, encore sous le nom de Camille Berthomier, dans le film À travers la forêt de Jean-Paul Civeyrac.
Chanteuse et musicienne dans le groupe Motel de 2003 à 2006, Jehnny Beth est l’auteure avec eux de trois chansons qui apparaissent dans le film À travers la forêt, dont My Mesh of Lies.
Elle fait ensuite partie sous le pseudonyme de Jehnny Beth du duo John & Jehn, avec Johnny Hostile.
En  2011, elle devient la chanteuse du groupe de rock britannique Savages,. Leurs deux albums Silent Yourself et Adore Life sont chacun nommés au Mercury Prize, respectivement en 2013 et 2016.
En 2019, elle contribue à la bande-originale de la saison 5 de la série Peaky Blinders, avec le titre I'm the man. Par ailleurs, elle anime une émission ponctuelle consacrée à la musique sur Arte, Echoes, dont une première édition a été diffusée en septembre 2019. Elle apparait dans le film documentaire Haut les filles la même année.
Le premier album solo de Jehnny Beth, To Love is to Live paraît en juin 2020. Il est co-produit par Flood, Atticus Ross et Johnny Hostile. Beth le présente comme un disque personnel et un travail collaboratif avec plusieurs de ses amis. Romy Croft de the xx chante sur le refrain du single We Will Sin Together. Joe Talbot du groupe Idles apparait sur le morceau How Could You et le morceau d'ouverture I Am a été entièrement conçu avec Atticus Ross (un collaborateur de Trent Reznor).
En 2021, elle collabore avec Bobby Gillespie, le chanteur de Primal Scream, pour un album de duo Utopian Ashes qui reçoit un bon accueil critique de la part de la presse anglaise.

## Filmographie

### Actrice
- 2005 : À travers la forêt de Jean Paul Civeyrac : Armelle
- 2009 : Sodium Babies de Benoît et Julien Decaillon : Marie-Jeanne
- 2018 : Un amour impossible de Catherine Corsini : Chantal
- 2021 : Kaamelott : Premier Volet d'Alexandre Astier : Wulfstan
- 2021 : Les Olympiades de Jacques Audiard : Amber Sweet
- 2022 : En même temps de Benoit Delépine et Gustave Kervern : Nina
- 2022 : Don Juan de Serge Bozon : la metteuse en scène
- 2022 : Astrakan de David Depesseville : Marie
- 2023 : Anatomie d'une chute de Justine Triet : Marge
- 2023 : Stranger (court-métrage) de Jehnny Beth et Iris Chassaigne : J
- 2023 : Split (série télévisée) d'Iris Brey : Eve
- 2025 : Différente de Lola Doillon : Katia
- 2026 : Kaamelott : Deuxième volet partie 2 d'Alexandre Astier : Wulfstan

### Réalisatrice
- 2023 : Stranger (court-métrage) coréalisé avec Iris Chassaigne

## Théâtre
- 2004 : Le Thème de Kurt Schwitters, mise en scène Xavier Marchand

## Discographie
Avec Motel
- 2005 :  Vacancy (Ep promo cinq titres)

Avec John & Jehn
- 2008 : John & Jehn (Faculty Records)
- 2010 : Time For The Devil (Naïve Records)

Avec Savages
- 2013 : Silence Yourself (Matador Records, Pop Noire)
- 2016 : Adore Life (Matador Records)

Avec Johnny Hostile
- 2019 : XY chelsea (double LP- BO du film documentaire sur la vie de Chelsea Manning)

En solo
- 2020 : To love Is To Live (Caroline Records)
- 2025 : You Heartbreaker, You (Fiction Records)

Avec Bobby Gillespie
- 2021 : Utopian Ashes

### Collaborations
Avec Philippe Découflé et la Cie DCA
- 2015 : Wiebo

Avec Gorillaz
- 2017 : We Got the Power

## Distinctions

### Nominations
- César 2019 : César du meilleur espoir féminin pour Un amour impossible